# 84-та паралель північної широти
84-та паралель північної широти — лінія широти, що лежить на 84 градуси північніше земної екваторіальної площини, за Північним полярним колом, в Арктиці. Вона повністю проходить через Північний Льодовитий океан і не перетинає жодну точку суходолу.
Найпівнічніша точка суходолу — острів Кафеклуббен в Гренландії — лежить приблизно в 40 км на південь від 84-тої паралелі північної широти.
На цій широті під час літнього сонцестояння сонце видно 24 години (полярний день), а під час зимового сонцестояння протягом доби тривають астрономічні сутінки (полярна ніч).